# Échangeur d'Anvers-Centre
L'échangeur d'Anvers-Centre est un échangeur entre l'A112 et le R1. Il n'a pas de forme précise. Celui-ci se trouve au sud-ouest d'Anvers et forme un échangeur important de l'agglomération. Les 4 directions vont en partant de l'ouest vers Gand et Knokke, Anvers-Centre, Bruxelles et Boom. 